# Adam Klimczak
Adam Klimczak (ur. 1957) – polski artysta, performer, fotograf, twórca instalacji oraz sztuki site-specific, współtwórca Galerii Wschodniej, „Konstrukcji w Procesie” oraz Międzynarodowego Muzeum Artystów. W latach 80. był aktywnym uczestnikiem niezależnego ruchu artystycznego w Polsce.

## Życiorys
W latach 1975–1980 studiował w PWSSP (obecnie Akademii Sztuk Pięknych) w Łodzi, gdzie uzyskał dyplom na Wydziale Malarstwa i Grafiki.
Wraz z Jerzym Grzegorskim jest współzałożycielem w 1984 roku Galerii Wschodniej.
Od 1990 roku jest współzałożycielem Międzynarodowej Fundacji „Konstrukcja w Procesie”, której jednym z głównych celów było powołanie w Łodzi Muzeum Artystów oraz tworzenie i organizowanie kolejnych edycji Konstrukcji w Procesie.

## Twórczość
Swoje poszukiwania artystyczne Klimczak kieruje na miejsce oraz historię. Ważne są dla niego przestrzenie zastane i zamieszkane. Istotną rolę w jego refleksji odgrywa Galeria Wschodnia, która jest miejscem wspólnoty artystycznej. To jedyna dziś tego rodzaju galeria sztuki współczesnej w Polsce, gdzie artyści mogą czuć się i działać jak w przestrzeni prywatnej. Składają się na nią powierzchnie wystawowe, ale też mieszkanie samego Klimczaka. Poddaje tę przestrzeń analizie w pracach takich jak (wraz z J. Grzegorskim) Odkrywki Rzeczywistości (2006) oraz Potrójne widzenie (2013). W tym drugim wypadku na serię zdjęć składają się relacje z podobnych do Galerii Wschodniej przestrzeni artystycznych. Miejsc prywatnych o niepewnym statusie, ale działających w sferze sztuki współczesnej. W cyklu Fireplace z 2009 roku prezentuje kompozycje z różnymi kominkami, które śledzi w prywatnych mieszkaniach oraz w instytucjach.
Drugim istotnym tematem w jego twórczości są jego rodzice. W 1996 roku podczas rezydencji w Art Omi w Stanie Nowy Jork, położył na stawie dwa obiekty w kształcie tonda, na jednym umieścił swoje zdjęcie, na drugim zdjęcie ojca. Na Kontekstach – Międzynarodowym Festiwal Sztuki Efemerycznej w Sokołowsku poprowadził widzów spacerem wzdłuż stacji, na których opowiadał anegdoty z życia swoich rodziców. Portret ojca pojawiał się też w jego instalacjach, m.in. w Papa mobile z 1994 w koszalińskiej Galerii Moje Archiwum. Natomiast cykl 165 fotografii z Łodzią poświęcił swojej matce.